# 阿里格爾縣
阿里格爾縣是印度的一個縣，位於該國北部，由北方邦負責管轄，面積3,747平方公里，2011年人口3,673,849，人口密度為每平方公里980人。
阿里加穆斯林大学大约有30,000名学生，是阿里加高等教育的中心。该大学提供传统和现代教育领域的250多种课程。此外，还有许多中小学。

## 外部連結
- 官方网站

27°50′N 78°10′E / 27.833°N 78.167°E